# Svobodný Izrael
Svobodný Izrael (hebrejsky ישראל חופשית‎, Jisra'el Chofšit) je izraelská libertariánská politická strana, kterou v roce 2022 založil bývalý poslanec Knesetu za stranu Jisra'el bejtenu Eli Avidar. V současné době nemá v Knesetu žádné zastoupení, ale zúčastní se voleb v listopadu 2022.
Název strany je v současné době zpochybňován, neboť podobný název má od roku 2009 již existující nezisková organizace v Izraeli. Ta prohlásila, že pokud se Avidar pokusí tento název prosadit, podnikne právní kroky, aby tomu zabránila.